# Luciana Porini
Luciana Paula Porini (San Nicolás de los Arroyos, 29 aprile 1981) è una pallamanista italiana di origine argentina, centrale della formazione ferrarese dell'Ariosto.
Nativa della provincia di Buenos Aires è italiana per ascendenze familiari.
Sorella del portiere Sabrina, Luciana Porini è internazionale per l'Italia.